# Зибото фон Албек
Зибото фон Албек (на немски: Siboto von Albeck; † сл. 1220) е господар на Албек в Лангенау в Баден-Вюртемберг.

## Произход и управление
Той е син на Витегов фон Албек († сл. 1190) и съпругата му Берхун фон Кирхберг († 1220). Внук е на Беренгар фон Албек († сл. 1150) и правнук на Беренгар фон Албек († сл. 1108), който е незаконен син на Адалберт фон Щуберсхайм († сл. 1092). Майка му се омъжва втори път за граф Волфрад I фон Феринген († сл. 1216).
Сестра му (вер. Берта) фон Албек се омъжва за граф Еберхард II фон Кирхберг († 1183). Полубрат е на граф Манеголд фон Неленбург († сл. 1229), граф Волфрад II фон Неленбург-Феринген († 1237) и на Матилдис фон Феринген († сл. 1224), омъжена за граф Йохан I фон Цимерн († 1175/1179).
Център на господарите фон Албек е замък Албек. Господарите на Албек основават един августински манастир в Щайнхайм на Албук. По-късно господството отива на графовете фон Верденберг (линия Верденберг-Албек). Замъкът и господството са наследени през 1245 г. от маркграф Хайнрих II фон Бургау и през 1289 г. от граф Рудолф II фон Верденберг-Сарганс. Граф Конрад фон Верденберг ги продава през 1383 г. за 6830 златни гулдена на имперския град Улм. Тази линия изчезва през 1415 г.

## Деца
Зибото фон Албек има две деца:
- Витегов 'Млади' фон Албек († сл. 1246), женен за Луибургис; баща на Аделхайд фон Албек († 1280), омъжена пр. 20 юни 1267 г. за маркграф Хайнрих II фон Бургау († сл. 20 юли 1293)
- Аделхайд фон Албек († 1279), омъжена за Улрих II фон Гунделфинген-Хеленщайн († 30 април 1280)